# 버자이너 모놀로그
버자이너 모놀로그(영어: The Vagina Monologues) 또는 보지의 독백은 미국의 연극이다. 1996년 극작가 이브 엔슬러(Eve Ensler)가 200여 명의 여성을 인터뷰해서 만든 작품이다. 성폭력, 동성애, 오르가슴, 출산 등 여성이 겪는 모든 상황에 대해 거침없이 다루면서 여성의 성적 해방을 추구하는, 대표적인 여성주의 작품이다. 이 연극은 금기시되어왔던 여성의 성기를 소재로 삼아 공연함으로써 전 세계에 큰 충격을 주었다.

## 대한민국에서 버자이너 모놀로그
2004년에는 이브 엔슬러가 여성폭력 추방을 위해 1998년 설립한 비영리단체 'V-데이'의 대표 히바크 오스만(Hibaaq Osman)이 한국정신대문제대책협의회 등 일본군 위안부 피해국 관련단체의 기획회의에 참석하기 위해 한국을 찾았다. 이 연극에는 여러 국가에서 벌어진 성범죄 모놀로그가 있는데, 2006년에는 일본군 위안부 피해자들을 위한 모놀로그도 추가되었다. 이브 엔슬러는 위안부 피해자들의 증언을 바탕으로 하여 이 모놀로그를 썼다.
대한민국에서는 유숙열이 번역하고 이혜경이 연출한 작품이 2001년 5월에 초연되었다. 2011년 대한민국 공연에서는 일본군 위안부 문제 해결을 요구하는 집회인 수요시위 천 회를 맞아 위안부 할머니들의 이야기를 연극 내용에 추가하여 의미를 더하였다.

## 관련 서적
- 캐서린 블랙레지 저. 김소정 역. 《V 이야기》. 눈과마음. 2004년. ISBN 8957511652

### 비판
- Camille Paglia on V-Day
- Christina Hoff Sommers on V-Day Meets P-Day
- An article by Harriet Lerner on the misuse of the word "vagina" in Ensler's work and the culture at large
- Applauding Rape at Georgetown

### 텔레비전 제작
- The Vagina Monologues at HBO.com
- (영어) The Vagina Monologues - 인터넷 영화 데이터베이스